# عائلات فلسطينية
العائلة الفلسطينية هي مجموعة كبيرة من أفراد الأسرة الممتدة الذين ينحدرون من سلالة يمكن إرجاعها إلى أسلاف أقاموا في فلسطين.

## العائلات
هناك العديد من العائلات الفلسطينية البارزة التي ساهمت في المجتمع والسياسة والاقتصاد في فلسطين التاريخية. استخدام مصطلح القبيلة الفلسطينية غير شائع نسبيًا وقد اختلف وفقًا للسياق. يشير إحداها إلى القبائل القديمة الموصوفة عادةً في الكتب المقدسة والنصوص الدينية الإبراهيمية، مثل الحويين ‏. ومع ذلك، غالبًا ما يتم التشكيك في الطابع التاريخي لمثل هذه المجتمعات بسبب نسبهم المزعوم لنوح. ومع ذلك، يمكن التحقق من المجموعات الأكثر حداثة وتشمل عائلة الخالدي، وعائلة العيسى، وعائلة الحسيني، وعائلة أبو عزام ‏، وعائلة النشاشيبي، وعائلة طوقان، وعائلة نسيبة، وعشيرة شاويش، وعائلة بركات، وعائلة شعث، وعائلة شراب، وعائلة الخليل ‏، وآل رضوان، وعائلة الزيتاوي، وعشيرة أبو غوش، وعشيرة دغمش، وعائلة الدويهي، وعشيرة حلس ‏، وعشيرة جرار، وبدو النقب، وعائلة الجيوسي، وعائلة الرشق. تقوم العائلات الفلسطينية البارزة أحيانًا بتخصيص أدوار محددة لأفراد مجتمعهم. على سبيل المثال، شغل أفراد من عشيرة الخالدي والعلمي مناصب إدارية عليا في المجتمع. واحدة من أقدم وأكبر العائلات في فلسطين هي عائلة البرغوثي التي ترجع أصول أجدادها إلى أكثر من 1000 عام مع أكثر من 2.65 مليون فرد من أفراد الأسرة مع انتشار غالبيتها في سبع دول. وقد أثبتت الاختبارات الجينية أن الأسرة على صلة وثيقة بعمر بن الخطاب.[بحاجة لمصدر] تزعم عائلة البرغوثي أن لها جذور أسلاف في إسبانيا على الرغم من أن هذا لم يتم تأكيده بشكل مستقل.

## مسيحيون مهمون
على الرغم من أن المسيحيين الفلسطينيين يمثلون أقلية صغيرة نسبيًا، إلا أن العديد من العائلات الأكثر تأثيرًا اجتماعيًا واقتصاديًا في فلسطين كانت مسيحية. مثل عائلة العيسى، من يافا، التي تعتبر من أكثر العائلات شهرة بسبب مساهماتها العديدة في الصحافة الفلسطينية التي تعود إلى أواخر القرن التاسع عشر وحتى منتصف القرن العشرين. يعود تاريخ أول صحيفة لهم "الأصمعي" إلى عام 1887. وهناك عائلة أرثوذكسية يونانية بارزة أخرى، هي عائلة أبو عزام، التي تعتبر من أغنى العائلات التجارية في الرملة. تمتلك عائلة أبو عزام وتدير العديد من الأعمال التجارية التي تراوحت بين تصنيع الحلاوة الطحينية (وهي حلوى منتشرة في بلاد الشام) إلى مواد البناء.